# Saxiskt björnbär
Saxiskt björnbär (Rubus acanthodes) är en rosväxtart som först beskrevs av Wilhelm Olbers Focke, och fick sitt nu gällande namn av E. Barber. Saxiskt björnbär ingår i släktet rubusar, och familjen rosväxter. Inga underarter finns listade i Catalogue of Life.